# Монсо-ле-Вод
Монсо́-ле-Вод (фр. Montceaux-lès-Vaudes) — коммуна во Франции, находится в регионе Шампань — Арденны. Департамент — Об. Входит в состав кантона Буйи. Округ коммуны — Труа.
Код INSEE коммуны — 10246.
Коммуна расположена приблизительно в 155 км к юго-востоку от Парижа, в 90 км южнее Шалон-ан-Шампани, в 17 км к югу от Труа.

## Население
Население коммуны на 2008 год составляло 290 человек.
| 1962 | 1968 | 1975 | 1982 | 1990 | 1999 | 2008 |
| ---- | ---- | ---- | ---- | ---- | ---- | ---- |
| 173  | 202  | 179  | 232  | 223  | 217  | 290  |

## Экономика

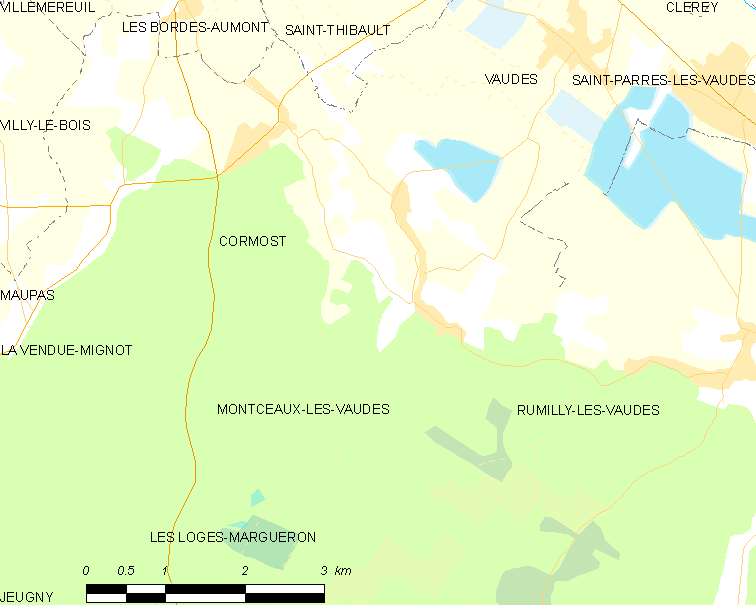
Карта коммуны

В 2007 году среди 164 человек в трудоспособном возрасте (15—64 лет) 119 были экономически активными, 45 — неактивными (показатель активности — 72,6 %, в 1999 году было 71,2 %). Из 119 активных работали 106 человек (59 мужчин и 47 женщин), безработных было 13 (5 мужчин и 8 женщин). Среди 45 неактивных 20 человек были учениками или студентами, 12 — пенсионерами, 13 были неактивными по другим причинам.